# آلن آراریو
آلن آراریو (انگلیسی: Alan Arario؛ زادهٔ ۱ آوریل ۱۹۹۵) بازیکن فوتبال اهل آرژانتین است.
از باشگاه‌هایی که در آن بازی کرده‌است می‌توان به باشگاه فوتبال ولز سارسفیلد اشاره کرد.